# Chheang Chhoeun
Chheang Chhoeun (ur. 12 stycznia 2001) – kambodżański zapaśnik walczący w stylu wolnym.
Zajął piętnaste miejsce na igrzyskach azjatyckich w 2022. Czwarty na igrzyskach Azji Południowo-Wschodniej w 2023. Zdobył trzy medale mistrzostw Azji Południowo-Wschodniej w latach 2023-2025 roku.